# Bergles
Bergles je priimek v Sloveniji, ki ga je po podatkih Statističnega urada Republike Slovenije na dan 1. januarja 2010 uporabljalo 82 oseb in je med vsemi priimki po pogostosti uporabe uvrščen na 5.150. mesto.

## Znani nosilci priimka
- Arthur E. Bergles (1935-2014), slovensko-ameriški profesor inženirstva in akademik
- Ciril Bergles (1934-2013), pesnik in prevajalec